# ATP Taschkent
Das ATP-Turnier von Taschkent (offiziell President’s Cup) war ein Herren-Tennisturnier, das von 1997 bis 2002 in der usbekischen Hauptstadt Taschkent ausgetragen wurde. Das Hartplatzturnier war Teil der ATP International Series, der niedrigsten Kategorie innerhalb der ATP Tour.

## Geschichte
Das Turnier fand jährlich im September statt und war das erste Profiturnier in Usbekistan. Ab 2008 wurde in Taschkent der ATP Challenger Taschkent ausgetragen, der weiterhin unter dem Namen President’s Cup ausgetragen wurde.

## Siegerliste
Der einzige usbekische Turniersieger war 1999 Oleg Ogorodov im Doppel zusammen mit dem Schweizer Marc Rosset. Der letzte Sieger war 2002 Jewgeni Kafelnikow. 

### Einzel
| Jahr | Sieger             | Finalgegner          | Finalergebnis |
| ---- | ------------------ | -------------------- | ------------- |
| 2002 | Jewgeni Kafelnikow | Uladsimir Waltschkou | 7:66, 7:5     |
| 2001 | Marat Safin (2)    | Jewgeni Kafelnikow   | 6:2, 6:2      |
| 2000 | Marat Safin (1)    | Davide Sanguinetti   | 6:3, 6:4      |
| 1999 | Nicolas Kiefer     | George Bastl         | 6:4, 6:2      |
| 1998 | Tim Henman (2)     | Jewgeni Kafelnikow   | 7:5, 6:4      |
| 1997 | Tim Henman (1)     | Marc Rosset          | 7:6, 6:4      |

### Doppel
| Jahr | Sieger                                | Finalgegner                    | Finalergebnis     |
| ---- | ------------------------------------- | ------------------------------ | ----------------- |
| 2002 | David Adams Robbie Koenig             | Raemon Sluiter Martin Verkerk  | 6:2, 7:5          |
| 2001 | Julien Boutter Dominik Hrbatý         | Marius Barnard Jim Thomas      | 6:4, 3:6, [13:11] |
| 2000 | Justin Gimelstob Scott Humphries      | Marius Barnard Robbie Koenig   | 6:3, 6:2          |
| 1999 | Oleg Ogorodov Marc Rosset             | Mark Keil Lorenzo Manta        | 7:6, 7:6          |
| 1998 | Stefano Pescosolido Laurence Tieleman | Kenneth Carlsen Sjeng Schalken | 7:5, 4:6, 7:5     |
| 1997 | Vincenzo Santopadre Vincent Spadea    | Hicham Arazi Eyal Ran          | 6:4, 6:7, 6:0     |